# Östliche Wei-Dynastie

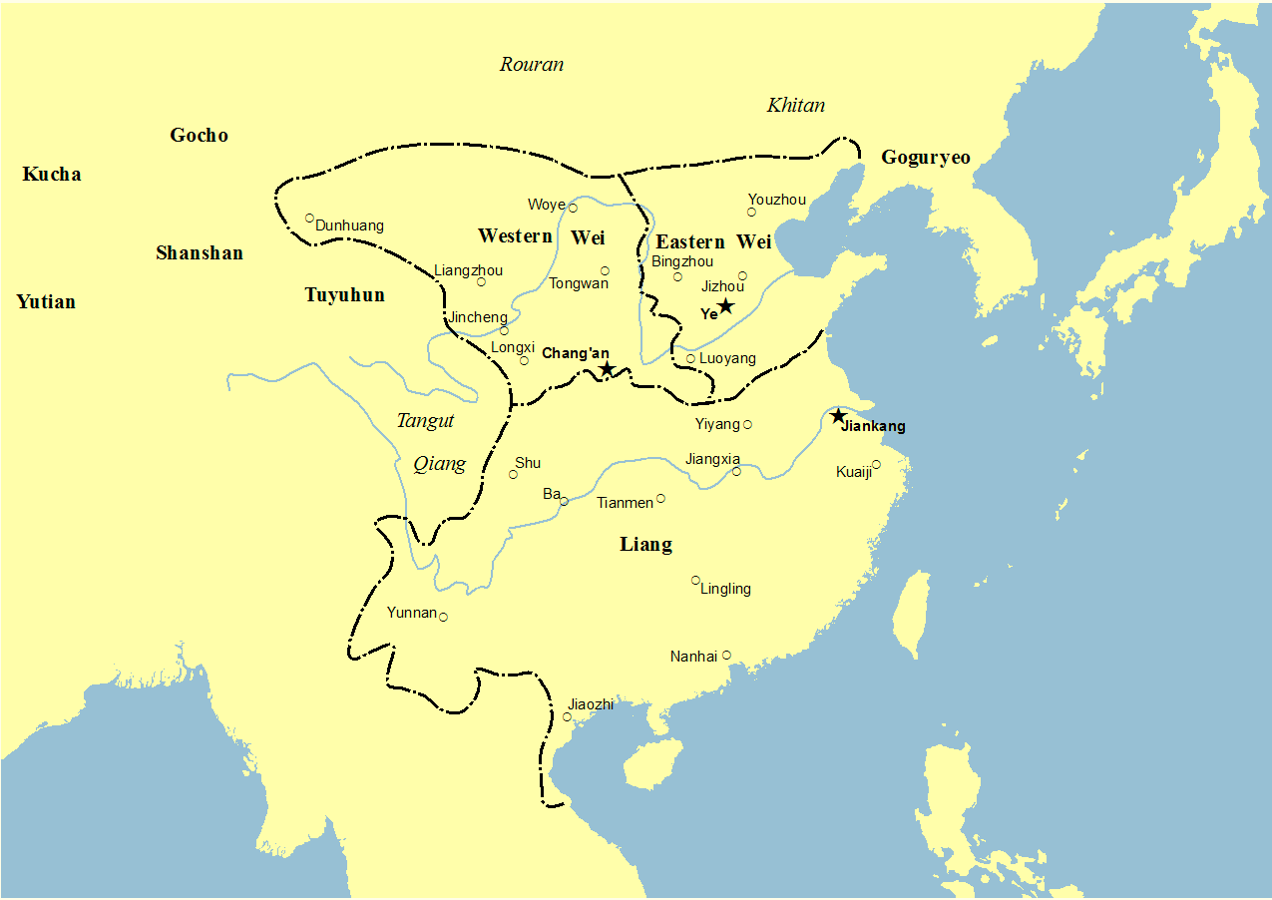
Westliche Wei, Östliche Wei und Liang in China

Die Östliche Wei-Dynastie (chinesisch 東魏 / 东魏, Pinyin Dong Wei; 534–550), eine der Nördlichen Dynastien aus der Zeit der Nord- und Süd-Dynastien, folgte der Auflösung der Nördlichen Wei-Dynastie und herrschte über das nördliche China von 534 bis 550.
Im Jahr 534 setzte Gao Huan (高歡), der Potentat der östlichen Hälfte von dem, was einst das Gebiet der Nördlichen Wei war, nach der Auflösung der Nördlichen Wei-Dynastie den Yuan Shanjian in der Nachfolge der Nördlichen Wei als Herrscher der Östlichen Wei ein. Yuan Shanjian war eine Marionette, da die wirkliche Macht in den Händen von Gao Huan lag. Mehrere Feldzüge gegen die benachbarten Westlichen Wei wurden unternommen, in der Bemühung, das Gebiet, das einst von der Nördlichen Wei gehalten wurde, wiederzuvereinen. Diese Feldzüge waren jedoch nicht erfolgreich und 547 starb Gao Huan. Seine Söhne Gao Cheng (高澄) und Gao Yang (高洋) waren in der Lage, seine Politik der Kontrolle des Kaisers fortzusetzen, aber 550 setzte Gao Yang den Yuan Shanjian ab und gründete seine eigene Dynastie, die Nördliche Qi-Dynastie.

## Buddhistische Kunst
Die buddhistische Kunst der Östlichen Wei zeigt eine Kombination aus graeco-buddhistischen Kunsteinflüssen von Gandhara und Zentralasien (Darstellungen von farbige Bänder haltenden fliegenden Figuren, Falten der Draperie im griechischen Stil), zusammen mit chinesischen künstlerischen Einflüssen.

## Herrscher der Östlichen Wei-Dynastie 534–550
| Postumer Name (Shi Hao 諡號)                         | Personenname                          | Dauer der Regentschaft | Äranamen (Nian Hao 年號) und jeweilige Zeitspanne                                                                                 |
| ---------------------------------------------------- | ------------------------------------- | ---------------------- | --- |
| Nördliche Dynastie                                   |                                       |                        | |
| chinesische Konvention: Östliche Wei + postumer Name |                                       |                        | |
| Xiao Jing Di (孝靜帝 xiào jìng dì)                   | Yuan Shanjian (元善見 yuán shàn jiàn) | 534-550                | Tianping (天平 tiān píng) 534-537 Yuanxiang (元象 yuán xiàng) 538-539 Xinghe (興和 xīng hé) 539-542 Wuding (武定 wǔ dìng) 543-550 |